# Oratoire de Birmingham
L'Oratoire de Birmingham, ou église de l'Immaculée Conception (en anglais : Church of the Immaculate Conception - Birmingham Oratory), est une église paroissiale catholique romaine et oratorienne, située sur la route de Hagley dans le quartier d'Edgbaston à Birmingham en Angleterre.

## Histoire
Cette nouvelle basilique a été construite entre 1903 et 1909 dans le style néo-baroque, d'après les plans d'Edward Doran Webb. Auparavant, il y avait une église plus modeste construite en 1853, réaménagée en 1858-1861, apparemment dans le style normand. Une partie de cette église constitue aujourd'hui la chapelle Saint-Philippe. Le bâtiment est en pierre de taille calcaire comportant un toit en plomb avec dôme, et revêtu à l'intérieur d'une riche variété  de marbre, de marqueteries et de mosaïques.   

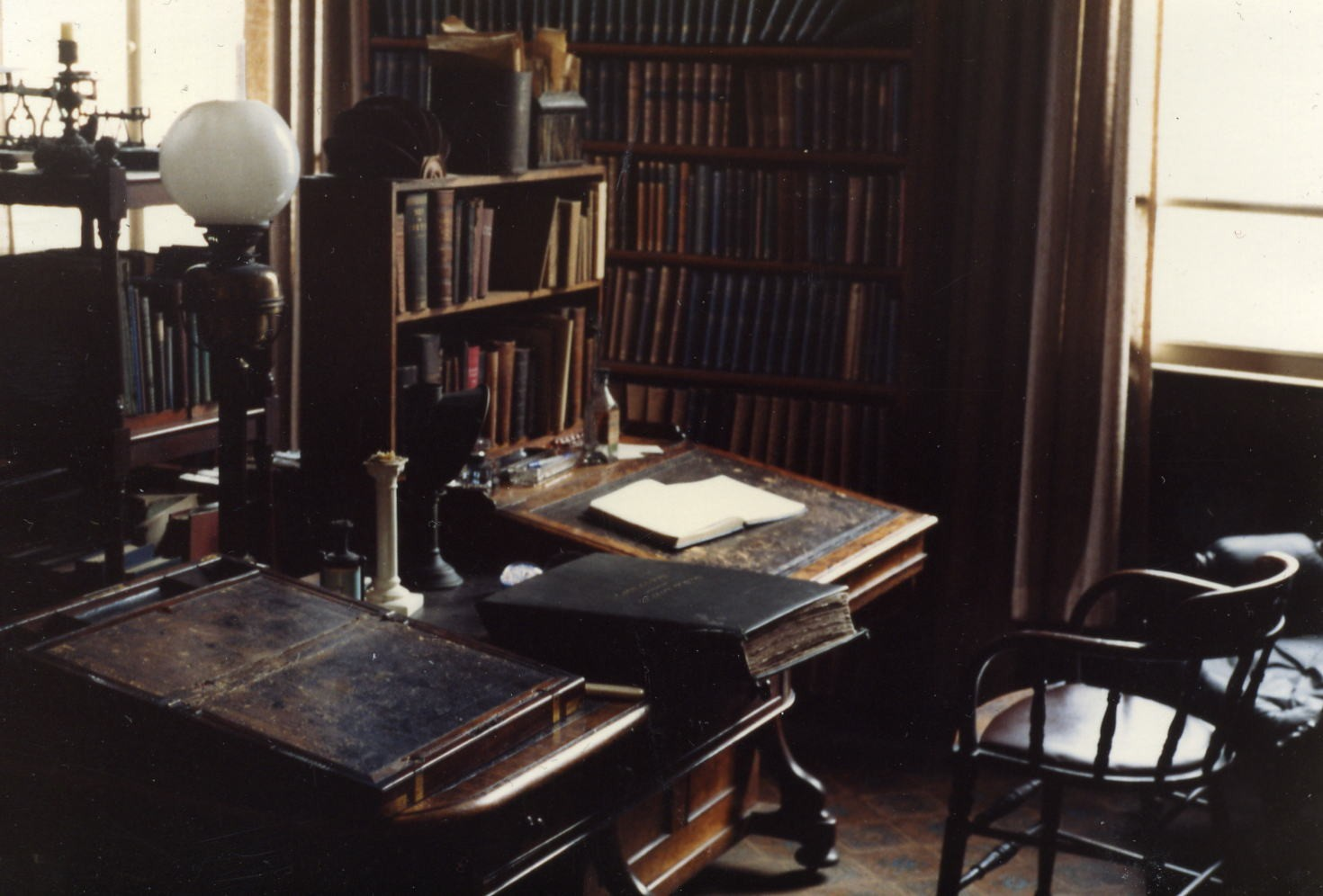
Bureau de John Henry Newman, couvent de l'Oratoire de Birmingham.

L'Oratoire est étroitement lié à l'œuvre de John Henry Newman (mort et enterré à Edgbaston en 1890, canonisé en 2019), qui fut le premier à fonder un couvent d'oratoriens en Angleterre en 1848, et dont la dépouille est vénérée dans l'église depuis 2008. L'oratoire a été construit à côté de son ancienne maison où il vécut de 1852 à 1890. Le bâtiment du couvent abrite toujours son cabinet de travail, ses documents personnels, et sa chapelle privée. 
L'Oratoire est aussi connu sous le nom de « petite Rome ». Il est utilisé principalement par la congrégation de l'Oratoire. Le pape Benoît XVI s'y est rendu après la messe de béatification du cardinal Newman, en septembre 2010.  
J. R. R. Tolkien, l'auteur du Seigneur des anneaux, a prié dans cette église pendant sept ans.

## Galerie

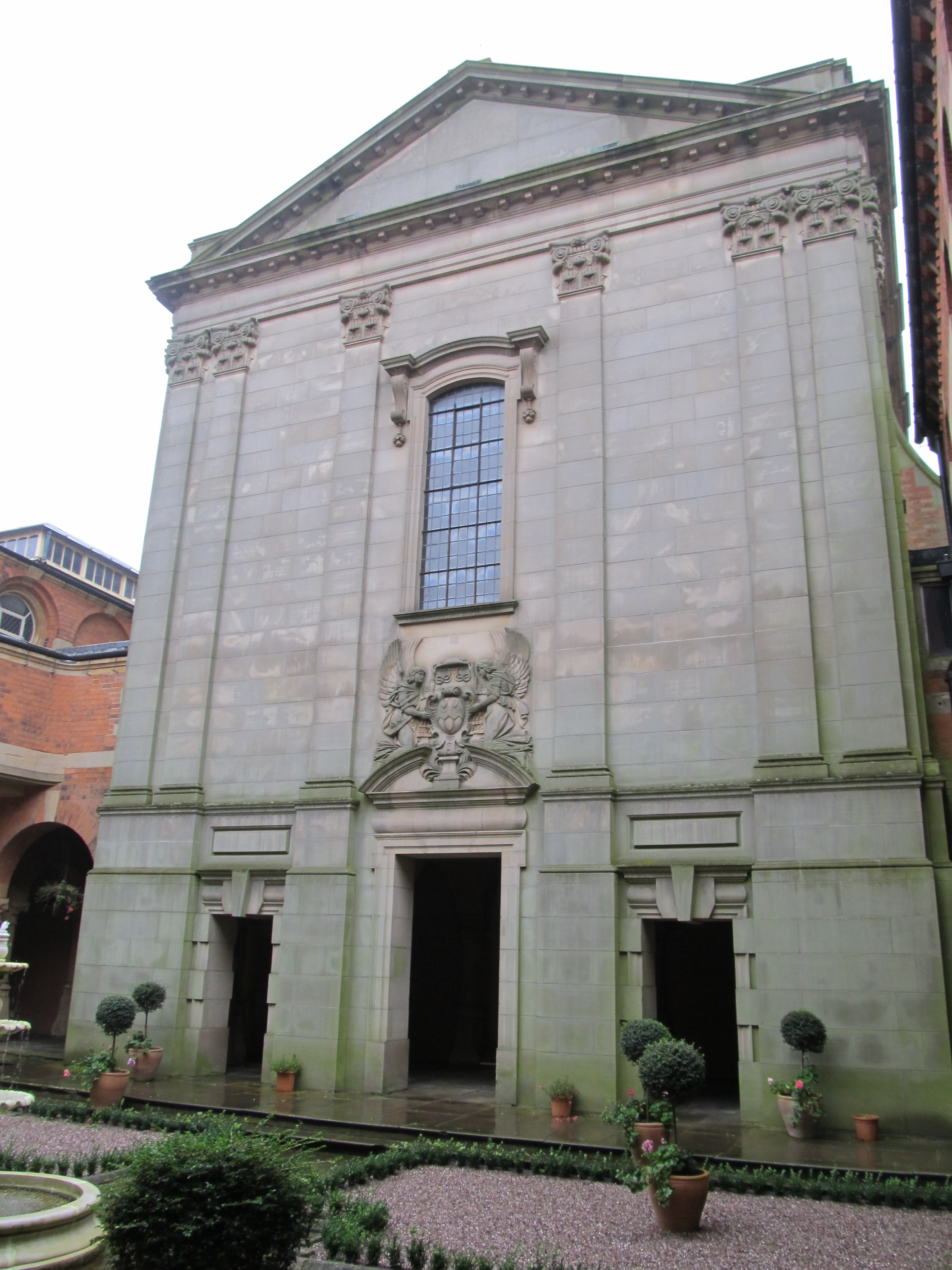
L'entrée de l'église.
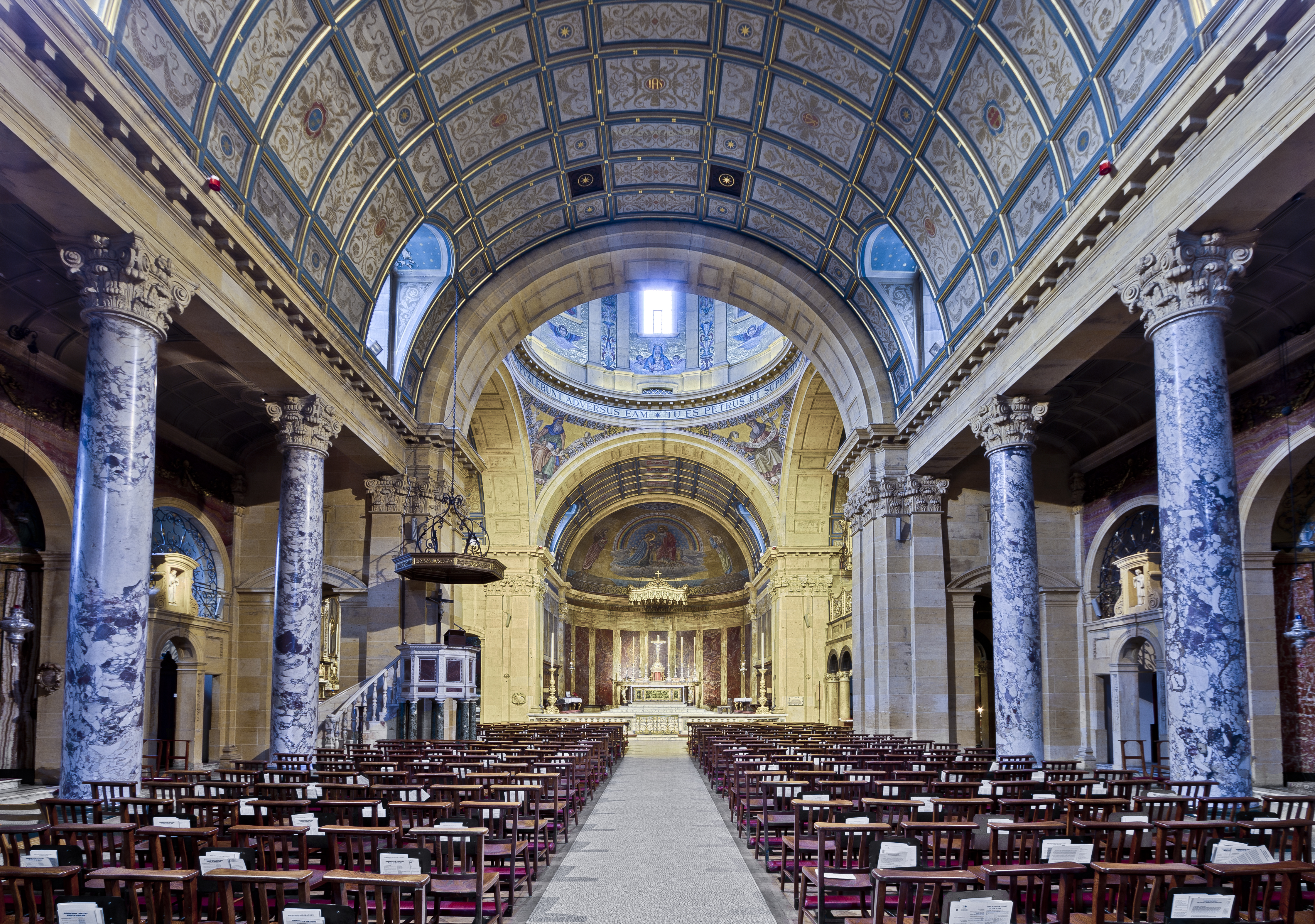
La nef vers le chœur.
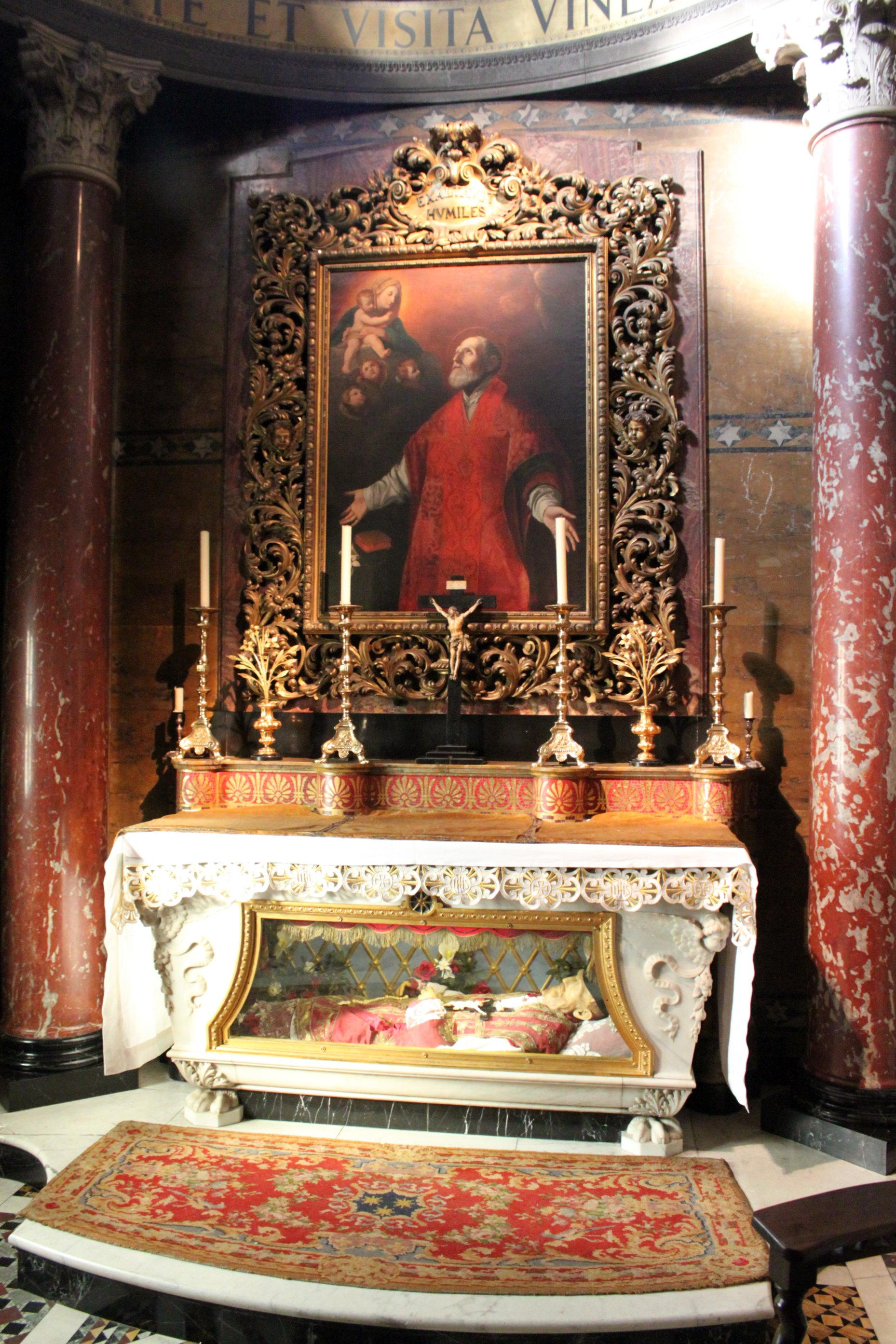
Le sanctuaire saint Philippe Néri.
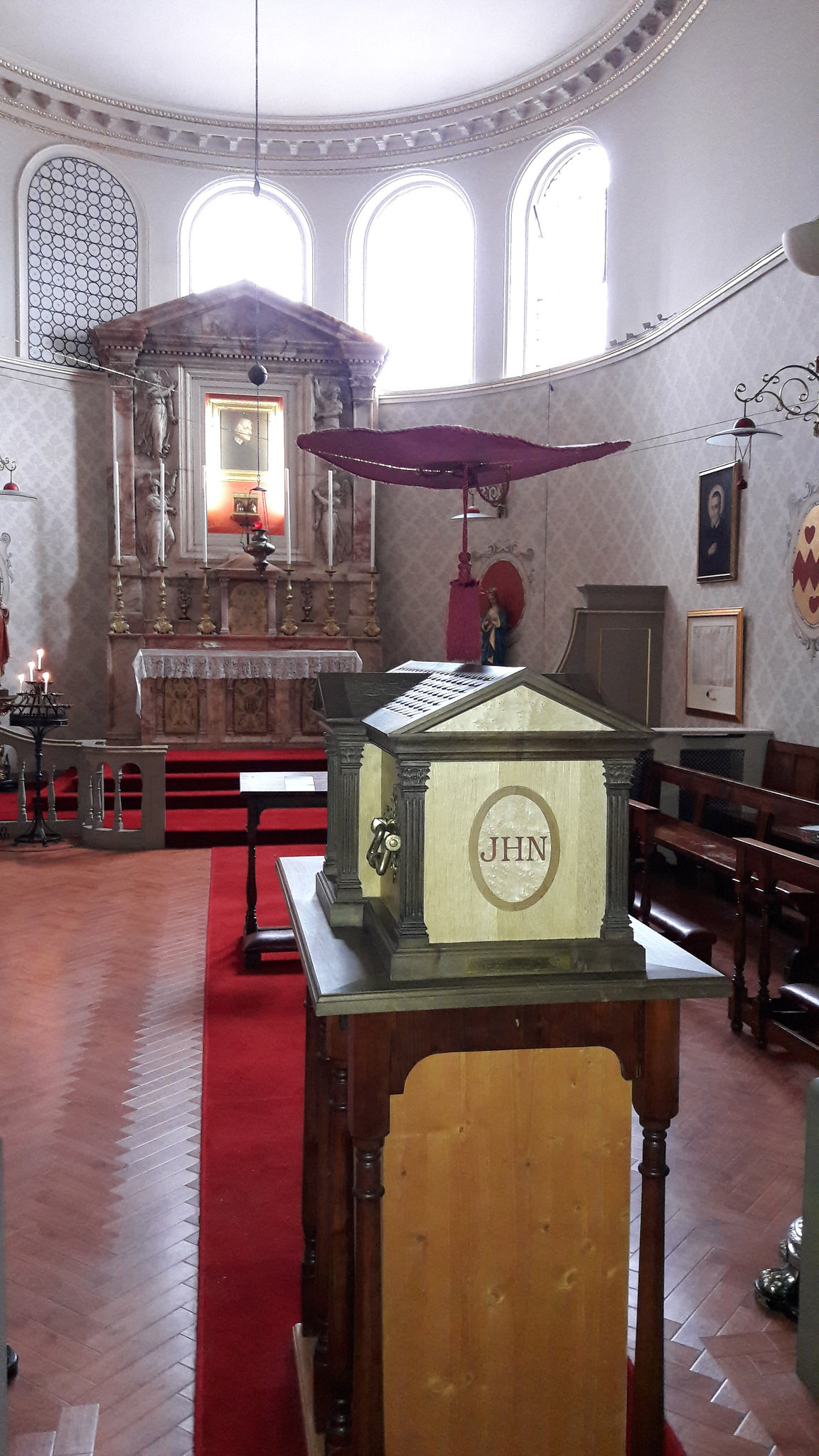
Le sanctuaire saint John Henry Newman.